# Nazionale maschile di rugby a 15 di Taipei cinese
La nazionale di rugby XV di Taiwan è inclusa nel terzo livello del rugby internazionale.